# Fragmentenstreit
Mit dem Titel Fragmentenstreit wird die bedeutendste theologische Auseinandersetzung des 18. Jahrhunderts in Deutschland und die wohl wichtigste Kontroverse zwischen der Aufklärung und der orthodoxen lutherischen Theologie bezeichnet.

## Ablauf
Der Hamburger Gymnasialprofessor für orientalische Sprachen Hermann Samuel Reimarus verfasste in den Jahren 1735 bis 1768 (dem Jahr seines Todes) die Schrift Apologie oder Schutzschrift für die vernünftigen Verehrer Gottes. Mit dieser Schrift sollte die natürliche Religion gegen den traditionellen biblischen Glauben an übernatürliche Offenbarungen und Wunder verteidigt werden. Reimarus wagte aber nicht, die Schrift zu veröffentlichen. Eine gängige These besagt, dass Erben von Reimarus Teile einer frühen Fassung der Apologie Gotthold Ephraim Lessing zur Verfügung stellten, unter der Bedingung, dass die Anonymität des Verfassers gewahrt bliebe. Lessing war ab 1770 Leiter der herzoglichen Bibliothek in Wolfenbüttel und gab in dieser Funktion ab 1773 die Zeitschrift Zur Geschichte und Literatur. Aus den Schätzen der Herzoglichen Bibliothek zu Wolfenbüttel heraus, für die er Zensurfreiheit genoss. Darin veröffentlichte der Aufklärer zwischen 1774 und 1778 sieben der ihm zugänglichen Passagen aus der Apologie in mehreren Beiträgen unter dem Titel Fragmente eines Ungenannten. Durch irreführende Andeutungen versuchte Lessing zusätzlich, den wahren Verfasser zu verbergen.
Besonders der vierte Beitrag von 1777 rief starke Reaktionen hervor. Allein 1777/78 erschienen 30 Gegenschriften gegen die Fragmente (insgesamt sind es mehr als 50 Schriften). Lessing wurde für den Inhalt der Fragmente verantwortlich gemacht, obwohl er die darin vertretenen Positionen nur teilweise teilte und die Publikation der Fragmente mit eigenen Einwänden und Gegenentwürfen begleitete (Gegensätze des Herausgebers). Auch Lessings Position in diesen Gegensätzen wurde scharf angegriffen. Sein Hauptgegner in dem Streit war der Hamburger Hauptpastor Johann Melchior Goeze, gegen den Lessing 1778 15 Schriften (unter anderem die elf Anti-Goeze genannten Schriften) veröffentlichte. 1778 wurde Lessing vom Herzog die Zensurfreiheit für die Beiträge aberkannt; gleichzeitig erhielt er ein generelles Publikationsverbot für das Gebiet der Religion. Er setzte die Diskussion mit dem Drama Nathan der Weise auf dem Gebiet der Literatur fort.
Die rhetorische Aggressivität, mit der alle Beteiligten den Fragmentenstreit führten, ist nur vor dem Hintergrund der konkreten historischen Situation verständlich: Nahezu parallel zu Lessings Veröffentlichung der Fragmente fand eine der wichtigsten religionspolitischen Kontroversen des 18. Jahrhunderts statt – der Streit um Karl Friedrich Bahrdts rationalistische Übersetzung des Neuen Testaments, die unter dem Titel Die neusten Offenbarungen Gottes in Briefen und Erzählungen (1773/1774) erschienen war. Am 4. Februar 1778 ging der Reichshofrat – wohl auch auf Aufforderung des bereits erwähnten Lessing-Gegners Goeze hin – gegen Bahrdt vor. Damit stand auch im Fall Lessing, der sich in seiner Kontroverse mit Goeze auf die Seite Bahrdts stellte, die Möglichkeit einer politischen Verfolgung im Raum.
Die Fragmente wurden in der folgenden Zeit mehrfach nachgedruckt; aber erst 1813 wurde die Apologie als Gesamtwerk bekannt und Reimarus als der wahre Verfasser nachgewiesen. Die erste vollständige Ausgabe erschien allerdings erst 1972 im Druck.

## Chronologie des Fragmentenstreits
Die folgende Übersicht über die einzelnen Streitschriften Goezes und Lessings sowie ihrer jeweiligen Parteigänger orientiert sich an der chronologischen Übersicht in Band 9 der von Klaus Bohnen und Arno Schilson herausgegebenen Reihe Gotthold Ephraim Lessing Werke und Briefe.
| Herbst 1774                                | Erste Fragmentenpublikation: Von Duldung der Deisten: Fragmente eines Ungenannten |
| Anfang Januar 1777                         | Zweite Fragmentenpublikation: Ein Mehreres aus den Papieren des Ungenannten, die Offenbarung betreffend Darin enthalten: 1. Von Verschreiung der Vernunft auf den Kanzeln 2. Unmöglichkeit einer Offenbarung, die alle Menschen auf eine gegründete Art glauben könnten 3. Durchgang der Israeliten durchs rote Meer 4. Daß die Bücher A.T. nicht geschrieben worden, eine Religion zu offenbaren 5. Über die Auferstehungsgeschichte Mit von Lessing angefügter Stellungnahme zu den Fragmenten: Gegensätze des Herausgebers |
| September 1777                             | Johann Daniel Schumann: Über die Evidenz der Beweise für die Wahrheit der christlichen Religion (datiert auf 1778) |
| Oktober/November 1777                      | Über den Beweis des Geistes und der Kraft (Antwort Lessings auf Schumann) |
| Oktober/November 1777                      | Das Testament Johannis |
| November/Dezember 1777                     | Johann Heinrich Reß: Die Auferstehungsgeschichte Jesu Christi gegen einige im vierten Beitrage zur Geschichte und Literatur <…> gemachte neuere Einwendungen verteidiget |
| Dezember 1777                              | J.D. Schumann: Antwort auf das aus Braunschweig an ihn gerichtete Schreiben über den Beweis des Geistes und der Kraft (datiert auf 1778) |
| 17. Dezember 1777                          | Johann Melchior Goeze in: Freywillige Beyträge zu den Hamburgischen Nachrichten aus dem Reiche der Gelehrsamkeit, 55. und 56. Stück; Wiederabdruck in: Etwas Vorläufiges <…> I. (gegen Lessings Gegensätze des Herausgebers) |
| 5.–15. Januar 1778                         | Wiederabdruck von Goezes erstem Angriff in: Beytrag zum Reichs-Postreuter, 1.–4. Stück |
| Januar 1778                                | Eine Duplik (Antwort auf Reß) |
| 30. Januar 1778                            | J.M. Goeze in: Freywillige Beyträge <…>, 61.–63. Stück; Wiederabdruck in: Etwas Vorläufiges <…> II. (Besprechung von Reß) |
| 26. Februar 1778                           | Reichshofratsbeschluß gegen Carl Friedrich Bahrdts Übersetzung des Neuen Testaments |
| Ende Februar/ Anfang März 1778             | Friedrich Wilhelm Mascho: Verteidigung der geoffenbarten christlichen Religion wider einige Fragmente aus der Wolfenbüttelschen Bibliothek |
| vor dem 16. März 1778                      | 1. Eine Parabel (erste Schrift gegen Goeze; enthält; Die Parabel; Die Bitte; Das Absagungsschreiben) 2. Axiomata, wenn es deren in dergleichen Dingen giebt (gegen Goezes Angriff auf die Gegensätze) |
| 17. März 1778                              | Goeze droht Lessing am Ende eines Artikels zum Reichshofratsbeschluß gegen Bahrdt im 71. Stück der Freywilligen Beyträge. Im gleichen Stück erscheint eine wohlwollende Besprechung von Maschos Schrift. |
| spätestens 5. April 1778                   | Anti Goeze. D. i. Notgedrungener Beiträge zu den freiwilligen Beiträgen des Hrn. Past. Goeze Erster (Antwort auf das 71. Stück der Freywilligen Beyträge) |
| Frühjahr 1778                              | Georg Christoph Silberschlag: Antibarbarus oder Verteidigung der christlichen Religion und des Verfahrens des evangelischen Lehramts im Religionsunterrichte gegen und wider die Einwürfe neuerer Zeiten |
| Ende März/ Anfang April 1778               | Friederich Daniel Behn: Verteidigung der biblischen Geschichte von der Auferstehung Jesu Christi; ein Fragment |
| spätestens Anfang April 1778               | Johann Balthasar Lüderwald: Die Wahrheit und Gewißheit der Auferstehung Jesu Christi . . . |
| spätestens 16. April 1778                  | J.M. Goeze: Etwas Vorläufiges gegen des Herrn Hofrats Leßings mittelbare und unmittelbare feindselige Angriffe auf unsre allerheiligste Religion und auf den einigen Lehrgrund derselben, die heilige Schrift |
| 16. April 1778                             | Anzeige, in: Beytrag zum Reichs-Postreuter, 30. Stück (Klarstellung zur Verfasserschaft der Mascho-Rezension) |
| kurz nach dem 19. April 1778               | Anti-Goeze … Zweiter |
| 24. April 1778                             | J.M. Goeze in: Freywillige Beyträge <…>, 75. Stück; Wiederabdruck in Leßings Schwächen I., 1. Kapitel (Inhalt Rezension von Lüderwald) |
| 4. Mai 1778                                | Albrecht W. Wittenberg (anonym veröffentlicht): Doctor Schrill, in: Beytrag zum Reichs-Postreuterl, 34. Stück (ein Epigramm gegen Lessing) |
| Mai 1778                                   | J.M. Goeze: Leßings Schwächen. Das erste Stück |
| Ende April/ Anfang Mai 1778                | 3. Anti-Goeze (mit einer „Antwort“ auf die Anzeige im Reichs-Postreuter) |
| Anfang Mai 1778                            | 4. Anti-Goeze |
| Mitte Mai 1778                             | 5. Anti-Goeze |
| 21. Mai 1778                               | 6. Anti-Goeze |
| 21. Mai 1778                               | Dritte und letzte Publikation von Fragmenten aus der Schrift des Reimarus: Von dem Zwecke Jesu und seiner Jünger |
| Ende Mai 1778                              | 7. Anti-Goeze |
| Anfang/Mitte Juni 1778                     | 8. Anti-Goeze |
| Juni 1778                                  | J.M. Goeze: Leßings Schwächen. Das zweite Stück |
| vermutlich Juni 1778                       | F.D. Behn: Anti-Leßing gegen den 4. Anti-Goeze |
| etwa 2. Hälfte Juni 1778                   | 9. Anti-Goeze |
| gegen Ende Juni 1778                       | 10. Anti-Goeze |
| wahrscheinlich Anfang Juli 1778            | 11. Anti-Goeze |
| 6. Juli 1778                               | Der Kabinettsbefehl des Herzogs an den Direktor der Waisenhausbuchhandlung führt zum Entzug der Zensurfreiheit für Lessing |
| 11. Juli 1778                              | Brief Lessings an den Herzog mit der Bitte um die weitere zensurfreie Publikation der Anti-Goeze |
| 13. Juli 1778                              | Bestätigung des Entzugs der Zensurfreiheit in einem Brief des Herzogs an Lessing verbunden mit der Einforderung der Handschrift des Reimarus |
| 20. Juli 1778                              | Erneuter Brief Lessings an den Herzog mit ähnlichem Inhalt wie im Brief vom 11.7., mit Übersendung der Handschrift des Reimarus |
| Juli 1778                                  | A.W. Wittenberg: Sendschreiben an den Herrn Hofrath Lessing gegen den 8. Anti-Goeze mit einem Nachdruck des Epigramms |
| Anfang August 1778                         | Nötige Antwort auf eine sehr unnötige Frage des Hrn. Hauptpastor Goeze in Hamburg (enthält die Antwort auf die Fragen Goezes in Leßings Schwächen II.) |
| 3. August 1778                             | Abschlägige Antwort des Herzogs auf die beiden Eingaben Lessings |
| 8. August 1778                             | Brief Lessings an den Herzog mit der Bitte, auswärts zensurfrei drucken zu dürfen, wie es mit der Nötigen Antwort bereits geschehen ist. |
| 8. August 1778                             | Ankündigung von Nathan der Weise |
| 2. Hälfte August 1778                      | J.M. Goeze: Leßings Schwächen III., die letzte Schrift gegen Lessing und eine Replik auf die Nötige Antwort |
| 17. August 1778                            | Der Herzog verbietet Lessing, auswärts zensurfrei drucken zu lassen. |
| 18. September 1778                         | Johann Salomo Semler: Ankündigung einer eigenen Schrift gegen das letzte Fragment im 38. Stück der Hamburger Buchhändlerzeitung |
| 2. Hälfte September oder 1. Hälfte Oktober | Der nötigen Antwort auf eine sehr unnötige Frage des Herrn Hauptpastor Göze in Hamburg Erste Folge (gegen Goezes letzte Streitschrift) |
| Frühjahr 1779                              | Johann Salomo Semler: Beantwortung der Fragmente eines Ungenannten insbesondere vom Zweck Jesu und seiner Jünger (in einem anonymen Anhang erscheint ein scharfer Angriff gegen Lessing) |
| Ende April 1779                            | Nathan der Weise. Ein Dramatisches Gedicht, in fünf Aufzügen |
| September 1779                             | Christian Wilhelm Franz Walch: Kritische Untersuchung vom Gebrauch der heiligen Schrift unter den alten Christen |
| 23. und 27. Oktober 1779                   | Im 85. und 86. Stück des Wienerischen Diariums wird das Gerücht verbreitet, Lessing habe für die Fragmentenpublikation von jüdischer Seite Geld erhalten. |
| 4. November 1779                           | Die gleiche Meldung wird im 86. Stück des Reichs-Postreuters übernommen. |
| 3. Dezember 1779                           | Auch in den Stücken 73. und 74. der Freywilligen Beyträge wird die Meldung gedruckt. |
| Dezember 1779/ Januar 1780                 | Nähere Berichtigung des Märchens von 1000 Dukaten, oder Judas Ischarioth dem Zweiten (enthält eine Antwort auf das Gerücht und einen zusammenfassenden Überblick zum Fragmentenstreit) |
| 1780                                       | Johann Daniel Müller: Der Sieg der Wahrheit des Worts Gottes über die Lügen des Wolfenbüttelschen Bibliothecarii, [Gotthold] Ephraim Lessing, und seines Fragmenten-Schreibers [d. i. Hermann Samuel Reimarus] in ihren Lästerungen gegen Jesum Christum, seine Jünger, Apostel, und die ganze Bibel. 1780. |

## Inhalte des Fragmentenstreits
Die deistischen Positionen, mehr noch die radikale Bibelkritik in der „Apologie“ von Reimarus riefen starke Empörung hervor. Einige wichtige Darlegungen:
- Die Existenz von Wundern wird bestritten und Propheten, Apostel und auch Jesus Christus werden als Betrüger bezeichnet, wenn sie behaupten, Wunder zu tun.
- Die moralische Integrität der biblischen Personen wird bestritten, da „ihre Handlungen so vielfach von den Regeln der Tugend, ja des Natur- und Völkerrechts abweichen“.
- Die Apostel werden angeklagt, die Geschichte und Lehre Jesu verfälscht zu haben.
- Den Auferstehungsberichten wird Widersprüchlichkeit vorgeworfen.
- Die Auferstehung und die Gottessohnschaft Jesu werden abgestritten.

Die Vordenker der Aufklärung Reimarus und Lessing wendeten sich gegen „Buchstabenhörigkeit“ und unterschieden zwischen den Buchstaben und der Bibel auf der einen Seite und dem Geist bzw. der Religion auf der anderen Seite. Nach Lessing konnten notwendige Vernunftwahrheiten nicht von zufälligen Geschichtswahrheiten abhängig gemacht werden.
Lessings Hauptgegner Goeze hielt dagegen an der Verbalinspiration fest. Sein zentrales Anliegen war die Verteidigung der Bedeutung von historischen Ereignissen und deren Wahrheitsgehalt für den Glauben. Christlicher Glaube könne nicht bestehen, wenn wesentliche Inhalte der (neutestamentlichen) Geschichte geleugnet werden. Lessing stellte den durch die Vernunft begründeten Glauben über einen, der sich nur auf zufällige historische Begebenheiten beruft. Goeze wiederum brachte vor, dass Glaubenswahrheiten nicht unbedingt Vernunftwahrheiten sein müssen, und warf Lessing mehrfach vor, den Rahmen des christlichen Glaubens verlassen zu haben.
Insbesondere erfasste Goeze treffsicher, dass Zweifel an der Gottessohnschaft und Auferstehung Christi auch das Gottesgnadentum der absolutistischen Herrscher infrage stellen und den Geist der Rebellion und des Republikanismus fördern mussten. Für ihn war der Streit also von Anfang an auch ein eminent politischer.
Zu einem echten Dialog zwischen Goeze und Lessing kam es indes nicht. Beide Kontrahenten steigerten sich immer stärker in eine auch von persönlichen Angriffen gekennzeichnete Polemik hinein. Die Orthodoxie hatte im Grunde nicht die Möglichkeit, auf Lessings Thesen zu reagieren, andersherum verstand es Goeze auch nicht, die Schwächen in Lessings Argumentation nachzuweisen. Für Goeze war der Streit eine ernste Herzensangelegenheit; Lessing bezeichnete ihn jedoch als „Katzbalgerei“ und betonte mehrfach, keine Dogmen formulieren zu wollen, sondern Diskussionsbeiträge vorzustellen. Obwohl Goeze ein geachteter Gelehrter war, konnte er doch mit seinen sprachlichen und argumentativen Fähigkeiten nicht gegen Lessing bestehen.

### Reflexion des Judentums
Nach Jobst Paul zielte Lessing mit der anonymen Veröffentlichung der Fragmente eines Wolfenbüttelschen Ungenannten darauf, die rationalistische Position der Aufklärung zur Debatte zu stellen. Er stelle sich gegen eine Aufklärung, „die aus ihrem Widerstand gegen die Dogmen der christlichen Kirchen ihre Zweifel an ‚Religion an sich’ ableitete[…]“ (Paul). Im Sinne der Überlegungen für eine Vereinigungsreligion, die christlich sein sollte, entstand für Lessing und Reimarus „eine wichtige, argumentative Unebenheit in dieser – religionskritischen – Position. Soll nämlich die Gleichsetzung einer betrügerischen christlichen Kirche mit Religion an sich, d. h. als religionskritisches Argument funktionieren, dann darf natürlich auch keine andere Religion, insbesondere nicht das Judentum ‚besser’ sein.“ (Paul). Entsprechend lag es für Reimarus zunächst nahe, „der Tendenz nach auch das Judentum als archaische, zurückgebliebene Religion herrschsüchtiger Priester zu zeichnen“ (Paul). Offensichtlich, so Paul, habe Reimarus diese Problematik der „Überdehnung wohl selbst durchschaut.“ Und im „Verlauf seiner Reflexionen nähert er sich … mit der rationalistischen Bibelkritik, mit der Ablehnung der Dreieinigkeit, der Leugnung der Gottesnatur Jesu usw. unversehens der jüdischen Perspektive und nimmt, indem er den christlichen Anti-Judaismus verwirft, Partei für das verfolgte Judentum“.

## Auswirkungen
Der Fragmentenstreit war die letzte große Auseinandersetzung der Orthodoxie. Erkennbar werden die Abkehr vom Dogmatismus und die Hinwendung zur Ethik im Zeitalter der Aufklärung. Der Fragmentenstreit zeigt, dass eine kritische Betrachtung und Befragung der Bibel mit Mitteln der Vernunft und der historischen Forschung nun möglich wurde. Die von Reimarus und Lessing vertretenen Positionen hatten Einfluss auf die weitere Entwicklung der Geistesgeschichte und Theologie (z. B. Historisch-kritische Methode in der Exegese und Initiierung der Leben-Jesu-Forschung).

## Forschungsansätze
In der Erforschung der deutschen Diskursgeschichte seit der Aufklärung (1800–1870) regt Jobst Paul an, den Streit um die „Fragmente eines Wolfenbüttelschen Ungenannten“ im Zusammenhang der damaligen Debatten um eine Humanitätsreligion oder Vereinigungsreligion zu betrachten und die Auswirkungen auf den deutschen Idealismus zu untersuchen, wie er sich in dem Schriftfragment Das älteste Systemprogramm des deutschen Idealismus (Hegel und andere, vgl. Rosenzweig 1917) zeige. In seiner Untersuchung zum Konvergenz-Projekt – Humanitätsreligion und Judentum im 19. Jahrhundert sind die Reimarus-Fragmente Gegenstand für die Betrachtung dieser Diskurse. Gefragt wird dabei unter anderem nach der Hierarchisierung der Diskurse. So zeigt sich bei der Frage, welche Religion Ausgang für eine vereinigte Religion ist, eine christlich-orthodoxe Hierarchie. Auch die „Anregung Lessings, die zum Leitmotiv vieler folgender Jahrzehnte werden sollte: Mit der Ring-Parabel im Nathan (1779) ließ Lessing die Frage in der Schwebe, ob die Konvergenz der Religionen hin zu einem Humanitätsideal zum Verlöschen der Religionen, oder ob gerade das Festhalten an ihnen zum gemeinsamen Humanitätsideal führen würde“ (Paul). So nimmt auch Lessing in seiner Ring-Parabel „eine Hierarchisierung der drei großen Religionen“ vor. Für das Christentum ergaben sich in dieser Debatte die Fragen: „Wie konnte es angesichts unhaltbarer Dogmen als Religion bestehen? Wie sollte man nur nennen, was übrig blieb? Und wie sollte man die Tatsache aushalten, dass das Judentum längst dort stand, wo man hinstrebte?“ (Paul).
Die rationalistische Relativierung des christlichen Dogmas führte auch in der Humanitätsliteratur nach 1800 „zu gesinnungsethischen Entwürfen“, bei denen wie bei Reimarus die jüdische Frage „notwendig mit ins Spiel kommen musste“, bei der letztlich „zwei Optionen blieben, entweder die religionskritisch-judenfeindliche oder die identifikatorische Position, das zeigt die Meinungsliteratur zur jüdischen Emanzipation während der nachfolgenden Jahrzehnte“ (Paul).
Den Anregungen von Jobst Paul ist Jens Lemanski gefolgt, der den Fragmentenstreit als entscheidenden Ausgangspunkt für die Entwicklung des Deutschen Idealismus, Schopenhauerianismus und Linkshegelianismus (von Friedrich Heinrich Jacobi bis Friedrich Engels) sieht.